# Фридрих I Шпет фон Файминген
Фридрих I Шпет фон Файминген (на немски: Friedrich I Spät von Faimingen; † 14 март 1331, Дилинген) е епископ на Аугсбург от 1309 до 1331 г.

## Живот
Фамилията Шпет е господар на селото Файминген, което днес е част от град Лауинген на Дунав в окръг Дилинген ан дер Донау. Фамилията „Шпет фон Щайнхарт“ резидира в замък Щайнхарт над село Щайнхарт.
Той е син на Хайнрих Шпет фон Щайнхарт († 1313) и втората му съпруга Маргарета фон Хахалтинген († 1273/1281), дъщеря на Херман фон Хюрнхайм († сл. 1275).
Фридрих I Шпет е избран на 22 юни 1309 г. за епископ на Аугсбург след смъртта на роднината му епископ Дегенхард фон Хеленщайн († 26 ноември 1307).
Фридрих I Шпет фон Файминген умира на 14 март 1331 г. в Дилинген. След него епископ става Улрих II фон Шьонег (1331 – 1337).
Роднина е на Андреас фон Гунделфинген-Хеленщайн († 1313), епископ на Вюрцбург (1303 – 1313), и на Марквард I фон Хагел († 1324), княжески епископ на Айхщет (1322 – 1324)